# Kheneg
Kheneg (în arabă الخنق) este o comună din provincia Laghouat, Algeria.
Populația comunei este de 10.787 de locuitori (2008).